# 尼各老·德·若蘇厄·洛佩斯·羅德里格斯
尼各老·德·若蘇厄·洛佩斯·羅德里格斯（西班牙語：Nicolás de Jesús López Rodríguez；1936年10月31日—）是天主教多米尼加籍司鐸級樞機、聖多明哥總教區榮休總主教及多明尼加共和國軍中教長區榮休教長。

## 生平
洛佩斯·羅德里格斯於1936年10月31日在多米尼加拉維加出生。之後，他在蘭契聖安多尼神學院接受教育及進入羅馬00修讀神學。他於1961年3月18日在拉韋加教區晉鐸。他於1963年至1965年及1968年至1969年期間於羅馬進修。除了母語西班牙語之外，他另外能說意大利語、英語、德語、葡萄牙語和拉丁語。
他於1978年2月25日首牧，並獲教宗保祿六世任命為聖弗朗西斯科-德馬科里斯教區主教。他於1981年11月15日改任為聖多明哥總教區總主教，翌年4月4日起同時出任多明尼加共和國軍中教長區教長。他於1979年至1984年期間擔任為德馬科里斯聖方濟各大學校長。他於1984年7月出任為多米尼加主教團主席和於1991年4月25日至1994年期間出任拉丁美洲主教團主席。教宗若望·保祿二世於1991年6月28日將他擢升為司鐸級樞機，領聖庇護十世堂區司鐸銜。
他於2016年7月4日卸任聖多明哥總教區總主教，總主教一職由方濟各·歐索里亞-阿科斯塔接任；他於翌年1月2日卸任多明尼加共和國軍中教長區教長。

## 評論
他曾發表侮辱公開同性戀身分的美國駐多明尼加共和國大使的言論，使很多教會人士感到尷尬難堪。有人認為，他仍然在位是一件醜聞。

## 牧徽

尼各老·德·若蘇厄·洛佩斯·羅德里格斯枢机牧徽